# Cyclocephala martinezi
Cyclocephala martinezi är en skalbaggsart som beskrevs av S. Endrödi 1964. Cyclocephala martinezi ingår i släktet Cyclocephala och familjen Dynastidae. Inga underarter finns listade i Catalogue of Life.